# Liga a III-a 2018-2019
Ediția 2018-2019 a Ligii a III-a, eșalonul inferior organizat de Federația Română de Fotbal s-a desfășurat între lunile august 2018 și mai 2019. Au obținut promovarea în prima ligă în sezonul următor câștigătoarele celor cinci serii, respectiv echipele SCM Gloria Buzău, FC Rapid București, Turris-Oltul Turnu Măgurele, CSM Școlar Reșița și FK Csíkszereda.

## Preliminariile sezonului

### Echipe retrogradate din Liga II
În urma jocurilor sezonului 2017-2018 al Ligii a II-a, au retrogradat în Liga a III-a echipele Metaloglobus București, Știința Miroslava și Foresta Suceava. Echipa CS Afumați, clasată a patra în acel sezon al Ligii II a hotărât însă să se retragă și să se înscrie în Liga III, ceea ce face ca Metaloglobus să rămână în Liga II.

### Echipe promovate din ligile județene
Campioanele ligilor județene din sezonul anterior au disputat meciuri de baraj, două câte două, trase la sorți pe regiuni. Rezultatele sunt prezentate în tabelul de mai jos, echipa scrisă îngroșat obținând promovarea.
| Echipa 1                                 | Scor gen.    | Echipa 2                     | Tur | Retur |
| ---------------------------------------- | ------------ | ---------------------------- | --- | ----- |
| AS SR Brașov (BV)                        | 3–0          | Nemere Ghelința (CV)         | 1–0 | 2–0   |
| Sticla Arieșul Turda (CJ)                | 10–2         | Unirea Mirșid (SJ)           | 6–0 | 4–2   |
| MSE Târgu Mureș (MS)                     | 3–3 1–0 g.d. | Păltiniș Rășinari (SB)       | 2–0 | 1–3   |
| CS Hunedoara (HD)                        | 2–2 2–1 g.d. | Voința Lupac (CS)            | 0–1 | 2–1   |
| ACS Dumbrăvița (TM)                      | 11–0         | Viitorul Șimian (MH)         | 5–0 | 6–0   |
| Flacăra Horezu (VL)                      | 9–0          | Rapid Buzescu (TR)           | 8–0 | 1–0   |
| Unirea Bascov (AG)                       | 3–1          | Vedița Colonești (OT)        | 2–1 | 1–0   |
| Abatorul Slobozia (IL)                   | 3–5          | CSO Bragadiru (IF)           | 1–1 | 2–4   |
| AFC Singureni (GR)                       | 1–17         | FC R București (B)           | 0–7 | 1–10  |
| Sportul Ciorăști (VN)                    | 2–5          | CS Medgidia (CT)             | 2–2 | 0–3   |
| Avântul Albești (BT)                     | 0–2          | Gauss Bacău (BC)             | 0–1 | 0–1   |
| Șomuz Fălticeni (SV)                     | 6–0          | Flacăra Muntenii de Sus (VS) | 5–0 | 1–0   |
| Minaur Baia Mare (MM)                    | 2–0          | CS Sânmartin (BH)            | 0–0 | 2–0   |
| Crișul Chișineu-Criș (AR)                | 7–0          | Petrolul Bustuchin (GJ)      | 4–0 | 3–0   |
| Venus Independența (CL)                  | 6–2          | CS Blejoi (PH)               | 5–1 | 1–1   |
| Universitatea Dunărea de Jos Galați (GL) | 4–7          | CS Făurei (BR)               | 0–4 | 4–3   |
| Pescărușul Sarichioi Junior (TL)         | 1–8          | SCM Gloria Buzău (BZ)        | 0–3 | 1–5   |

Deoarece adversarele lor nu au îndeplinit criteriile de organizare pentru a participa la baraj, echipele ACSM Ceahlăul Piatra Neamț (NT), Unu FC Gloria Bistrița (BN), CS Ocna Mureș (AB) și FC U Craiova 1948 (DJ) au fost declarate și ele promovate.

### Retrageri și reînscrieri ulterioare
Deoarece nu toate echipele promovate au putut să se înscrie în liga a III-a, au fost invitate și unele din echipele retrogradate în sezonul trecut, respectiv Sănătatea Darabani, CSM Pașcani, Sportul Chiscani, Viitorul Domnești, CS Iernut și Unirea Dej.
Gauss Bacău s-a înscris, dar s-a retras înainte de prima etapă de campionat, și în locul ei Federația a primit echipa a doua a clubului FC Botoșani.

## Seria 1
Favorita seriei I era Suporter Club Oțelul, club-phoenix înființat de suporterii unei echipe cu tradiție, și care obținuse locul 3 în sezonul anterior. Principala pretendentă, SCM Gloria Buzău, generos finanțată de primăria municipiului Buzău, a început și ea campionatul în forță, cu o echipă formată preponderent din tineri localnici, beneficiind și de aportul lui Ciprian Petre, veteran cu multe prezențe în Liga I. Acesta însă nu putea juca meciurile întregi, fie trebuind să intre pe parcurs pentru a fi prezent în unele finaluri tensionate, fie lăsând echipa fără un lider puternic în teren în momente importante. SCM Gloria a reușit totuși să obțină cu greu un egal 0-0 pe terenul rivalei Oțelul, dar a pierdut apoi în meciul imediat următor puncte pe teren propriu în fața Științei Miroslava, recent retrogradată din Liga a II-a. Cele două au continuat un parcurs cu victorii pe linie până spre sfârșitul toamnei, dar SCM Gloria a reușit să depășească pe Oțelul după ce aceasta din urmă a pierdut puncte într-un egal cu ACS Foresta Suceava și apoi o înfrângere pe terenul uneia din ultimele clasate, CSM Râmnicu Sărat. Conducerea clubului SCM Gloria a petrecut iarna făcând achiziții pentru Liga a II-a, dând salarii generoase mai multor jucători cu experiența eșaloanelor superioare, cum ar fi Cristian Danci, Bogdan Chipirliu și Andrei Enescu. Returul a fost astfel la îndemâna Gloriei, care a învins Oțelul cu 5–0; Oțelul a capotat apoi, antrenorul Alin Pânzaru părăsind echipa, care a intrat într-o serie neagră cu multiple înfrângeri, și a pierdut și locul al doilea. În tot acest timp, SCM Gloria a rămas neînvinsă, fiind prima echipă din Liga a III-a promovată matematic și suferind unica înfrângere în ultimul meci, mult după ce câștigarea seriei și promovarea fuseseră deja jucate.
Revelația seriei a fost Bucovina Rădăuți, condusă de Daniel Bălan, care, după un sezon anterior bun, cu o clasare pe locul 4, a ajuns acum pe locul al doilea. Prima jumătate a clasamentului a fost una destul de puternică, grupul fiind completat de fostele divizionare secunde ACS Foresta și Știința Miroslava, împreună cu CSM Focșani, o altă echipă cu prestații bune, dar care a plătit tribut erorilor de organizare, din cauza cărora a pierdut două meciuri la masa verde pentru că a folosit jucători suspendați. În urma lor, Metalul Buzău, după un prim sezon reușit în seria a II-a (locul 4), a obținut într-o serie mai grea, doar poziția a șaptea.
CSM Roman, care a pierdut mulți jucători în intersezon în favoarea nou-promovatei CSM Ceahlăul Piatra Neamț, nu s-a regăsit în ciuda sezonului anterior bun, și a rămas pe ultimul loc, iar primăria orașului a încetat finanțarea secției și a retras echipa din ligă.

### Rezultatele meciurilor din seria 1
| Oaspeți ► Gazde ▼                          | MIR | PAS | SAN⁠(d) | CHL | GBZ | BUC | BOT | SMZ | FOC | FOR | KSE | MBZ | LIE | OGL | RMS |
| ------------------------------------------ | --- | --- | ------ | --- | --- | --- | --- | --- | --- | --- | --- | --- | --- | --- | --- |
| Miroslava                                  | —   | 2–0 | 2–0    | 1–0 | 1–5 | 1–4 | 2–0 | 2–1 | 0–1 | 4–0 | 2–0 | 0–0 | 1–0 | 5–1 | 1–0 |
| Pașcani                                    | 1–0 | —   | 2–1    | 0–2 | 0–3 | 2–2 | 0–3 | 2–2 | 0–2 | 4–1 | 2–3 | 1–0 | 2–3 | 0–1 | 0–0 |
| Sănătatea Darabani⁠(d)                      | 2–0 | 1–4 | —      | 0–2 | 0–6 | 0–1 | 1–4 | 2–3 | 0–5 | 0–4 | 3–3 | 0–4 | 1–5 | 1–1 | 2–1 |
| Ceahlăul                                   | 3–1 | 3–1 | 3–0    | —   | 0–1 | 0–1 | 2–1 | 1–1 | 1–1 | 1–2 | 1–2 | 0–1 | 1–2 | 0–1 | 3–1 |
| SCM Gloria Buzău                           | 3–3 | 2–1 | 2–0    | 6–1 | —   | 2–0 | 3–1 | 7–0 | 2–1 | 4–0 | 3–2 | 2–0 | 2–0 | 5–0 | 4–2 |
| Bucovina Rădăuți                           | 2–0 | 2–0 | 2–0    | 0–0 | 0–0 | —   | 4–0 | 1–0 | 2–0 | 4–1 | 6–0 | 2–1 | 2–1 | 0–1 | 4–0 |
| Botoșani II                                | 0–1 | 0–2 | 6–1    | 0–2 | 0–3 | 1–0 | —   | 0–3 | 1–0 | 1–2 | 0–1 | 1–0 | 0–2 | 3–3 | 0–0 |
| Șomuz Fălticeni                            | 0–3 | 2–1 | 5–2    | 1–2 | 0–2 | 0–1 | 1–1 | —   | 0–1 | 1–1 | 1–0 | 0–0 | 0–5 | 1–5 | 1–0 |
| Focșani                                    | 1–2 | 2–0 | 3–0    | 1–1 | 2–3 | 1–0 | 1–1 | 2–0 | —   | 1–0 | 3–0 | 3–0 | 1–1 | 0–3 | 1–0 |
| Foresta Suceava                            | 3–1 | 3–1 | 5–1    | 1–0 | 2–0 | 2–4 | 4–0 | 1–0 | 2–2 | —   | 1–1 | 4–0 | 3–1 | 0–0 | 2–1 |
| Târgu Secuiesc                             | 0–2 | 2–2 | 3–2    | 1–0 | 0–1 | 3–0 | 2–3 | 4–0 | 3–0 | 4–1 | —   | 1–1 | 5–2 | 0–2 | 3–1 |
| Metalul Buzău                              | 0–1 | 7–2 | 5–1    | 2–1 | 0–3 | 2–1 | 2–1 | 6–2 | 1–1 | 1–1 | 4–1 | —   | 1–1 | 1–0 | 1–0 |
| Sporting Liești                            | 2–0 | 1–0 | 1–0    | 1–2 | 0–2 | 0–2 | 0–2 | 2–0 | 0–1 | 0–0 | 2–0 | 1–4 | —   | 0–1 | 4–1 |
| Oțelul Galați                              | 2–1 | 1–0 | 7–0    | 2–1 | 0–0 | 1–0 | 3–0 | 0–1 | 2–1 | 1–3 | 4–2 | 3–1 | 1–1 | —   | 2–1 |
| Râmnicu Sărat                              | 1–3 | 0–3 | 4–1    | 2–2 | 1–1 | 0–4 | 1–0 | 0–2 | 1–1 | 1–1 | 2–0 | 0–2 | 0–3 | 1–0 | —   |
| Câștigă gazdele; Remiză; Câștigă oaspeții. |     |     |        |     |     |     |     |     |     |     |     |     |     |     |     |

### Clasamentul seriei 1
| Loc | Echipă                | Pct. | MJ | V  | E | Î  | GM | GP | DG  |                             |
| --- | --------------------- | ---- | -- | -- | - | -- | -- | -- | --- | --------------------------- |
| 1.  | SCM Gloria Buzău      | 73   | 28 | 23 | 4 | 1  | 77 | 17 | +60 | Promovare în Liga a II-a    |
| 2.  | Bucovina Rădăuți      | 57   | 28 | 18 | 3 | 7  | 51 | 19 | +32 |                             |
| 3.  | Oțelul Galați         | 56   | 28 | 17 | 5 | 6  | 48 | 29 | +19 |                             |
| 4.  | Miroslava             | 50   | 28 | 16 | 2 | 10 | 42 | 32 | +10 |                             |
| 5.  | Foresta Suceava       | 49   | 28 | 14 | 7 | 7  | 50 | 39 | +11 |                             |
| 6.  | Focșani               | 46   | 28 | 13 | 7 | 8  | 39 | 26 | +13 |                             |
| 7.  | Metalul Buzău         | 45   | 28 | 13 | 6 | 9  | 47 | 34 | +13 |                             |
| 8.  | Sporting Liești       | 40   | 28 | 12 | 4 | 12 | 41 | 35 | +6  |                             |
| 9.  | Târgu Secuiesc        | 37   | 28 | 11 | 4 | 13 | 46 | 51 | −5  |                             |
| 10. | Ceahlăul              | 35   | 28 | 10 | 5 | 13 | 35 | 34 | +1  |                             |
| 11. | Șomuz Fălticeni       | 29   | 28 | 8  | 5 | 15 | 28 | 54 | −26 |                             |
| 12. | Botoșani II           | 28   | 28 | 8  | 4 | 16 | 30 | 46 | −16 |                             |
| 13. | Pașcani               | 25   | 28 | 7  | 4 | 17 | 33 | 51 | −18 | Retrogradare în Liga a IV-a |
| 14. | Râmnicu Sărat         | 18   | 28 | 4  | 6 | 18 | 22 | 51 | −29 | Retrogradare în Liga a IV-a |
| 15. | Sănătatea Darabani⁠(d) | 8    | 28 | 2  | 2 | 24 | 22 | 93 | −71 | Retrogradare în Liga a IV-a |

## Seria 2
Împărțirea echipelor pe serii a făcut ca această serie să fie practic jucată înainte de începerea campionatului. Era oricum una mai slabă ca cele vecine, dar după ce la împărțirea pe serii SCM Gloria Buzău, Turris-Oltul Turnu Măgurele și AS SR Brașov au fost distribuite în alte serii, FC Rapid București a rămas favorită, fiind urmărită pe alocuri doar de CS Afumați și Unirea Slobozia.
După ce în sezonul anterior echipa secundă a vicecampioanei FCSB a beneficiat de aportul multor jucători de perspectivă ai acesteia, precum și de alți jucători de nivelul Ligii I și a obținut o clasare bună, acum toți jucătorii de perspectivă au fost împrumutați la Academica Clinceni în Liga a II-a și FCSB II s-a salvat de retrogradare abia în ultima etapă, la egalitate de puncte și departajată prin meciuri directe de Agricola Borcea. Progresul Spartac, altă performeră a sezonului anterior în care fusese aproape de promovare, a început printr-o pasă proastă, obținând prima victorie în campionat după ce se jucase deja o treime din tur. Deși a produs lui FC Rapid singura înfrângere din campionat, și în retur a obținut rezultate chiar mai bune decât aceasta, Progresul Spartac s-a clasat doar a treia.
O atracție a seriei a fost echipa CS Făurei, nou promovată din județul Brăila, manageriată și antrenată de fostul internațional Bănel Nicoliță, care a și jucat în unele meciuri. Echipa lui Nicoliță și-a îndeplinit obiectivul de a se menține în Liga a III-a.
În seria 2 a fost inclusă și echipa CSO Bragadiru, care însă nu a putut organiza meciurile din etapele 5 și 6, pe teren propriu, și a fost exclusă din campionat. Rezultatele ei de până atunci, toate înfrângeri, au fost anulate. Delta Dobrogea Tulcea s-a retras în intersezon, după un tur în care a pierdut toate meciurile.

### Rezultatele meciurilor din seria 2
| Oaspeți ► Gazde ▼                          | FAU  | MDG⁠(d) | AFU | AGR | RAP | TUN | SLB | IMD⁠(d) | AXC⁠(d) | PRG | POP | DTL | FCS | SPC⁠(d) | OLT⁠(d) |
| ------------------------------------------ | ---- | ------ | --- | --- | --- | --- | --- | ------ | ------ | --- | --- | --- | --- | ------ | ------ |
| CS Făurei                                  | —    | 2–0    | 1–4 | 2–0 | 1–3 | 2–2 | 1–2 | 1–0    | 0–0    | 2–1 | 0–1 | 3–0 | 2–1 | 4–2    | 0–0    |
| Medgidia⁠(d)                                | 1–3  | —      | 1–0 | 1–3 | 0–7 | 1–1 | 2–3 | 1–2    | 1–1    | 2–2 | 1–0 | 2–1 | 1–4 | 1–0    | 2–0    |
| Afumați                                    | 1–1  | 7–1    | —   | 4–0 | 1–1 | 1–2 | 3–2 | 4–1    | 2–1    | 1–0 | 6–1 | 3–0 | 5–1 | 2–2    | 4–0    |
| Agricola Borcea                            | 1–0  | 1–2    | 1–3 | —   | 0–7 | 1–1 | 1–4 | 6–4    | 3–2    | 0–1 | 0–4 | 3–0 | 5–3 | 1–5    | 1–2    |
| Academia Rapid                             | 10–1 | 2–1    | 0–0 | 6–0 | —   | 3–2 | 3–0 | 1–0    | 8–1    | 2–1 | 4–1 | 3–0 | 2–0 | 1–0    | 3–1    |
| CS Tunari                                  | 6–1  | 3–0    | 0–2 | 5–1 | 0–2 | —   | 1–3 | 1–0    | 1–1    | 0–2 | 1–2 | 3–0 | 3–1 | 3–1    | 8–1    |
| Unirea Slobozia                            | 2–0  | 2–0    | 0–1 | 3–3 | 0–1 | 2–2 | —   | 3–1    | 3–0    | 3–2 | 1–0 | 3–0 | 5–2 | 3–0    | 4–1    |
| Înainte Modelu⁠(d)                          | 1–2  | 2–3    | 1–5 | 1–1 | 2–3 | 2–1 | 3–2 | —      | 1–1    | 1–4 | 1–2 | 3–0 | 0–2 | 3–1    | 3–1    |
| Axiopolis Cernavodă⁠(d)                     | 1–0  | 0–1    | 0–3 | 6–2 | 1–9 | 0–0 | 1–1 | 1–1    | —      | 2–1 | 2–0 | 2–0 | 2–1 | 1–3    | 3–3    |
| Progresul Spartac                          | 5–1  | 3–0    | 2–0 | 7–3 | 3–1 | 0–0 | 2–0 | 0–1    | 3–1    | —   | 1–0 | 3–0 | 2–1 | 8–0    | 1–0    |
| Popești-Leordeni                           | 3–0  | 4–1    | 2–0 | 6–1 | 1–1 | 1–1 | 0–3 | 1–2    | 1–0    | 2–2 | —   | 3–0 | 5–0 | 3–4    | 1–0    |
| Delta Tulcea                               | 1–3  | 0–3    | 0–3 | 0–3 | 0–3 | 0–6 | 0–3 | 0–1    | 0–3    | 1–2 | 0–3 | —   | 0–2 | 0–3    | 0–3    |
| FCSB II                                    | 5–2  | 2–2    | 2–3 | 2–0 | 0–2 | 0–0 | 4–6 | 3–4    | 0–1    | 0–2 | 4–1 | 3–0 | —   | 6–3    | 1–1    |
| Sportul Chiscani⁠(d)                        | 6–0  | 2–2    | 2–3 | 1–3 | 1–2 | 1–1 | 0–1 | 2–3    | 2–1    | 1–2 | 3–6 | 2–1 | 1–0 | —      | 3–5    |
| CSM Oltenița⁠(d)                            | 0–0  | 3–0    | 1–5 | 2–3 | 0–5 | 0–3 | 1–4 | 2–1    | 1–1    | 1–2 | 0–1 | 1–0 | 1–2 | 0–0    | —      |
| Câștigă gazdele; Remiză; Câștigă oaspeții. |      |        |     |     |     |     |     |        |        |     |     |     |     |        |        |

### Clasamentul seriei 2
| Loc | Echipă                 | Pct. | MJ | V  | E  | Î  | GM | GP | DG  |                             |
| --- | ---------------------- | ---- | -- | -- | -- | -- | -- | -- | --- | --------------------------- |
| 1.  | Rapid București        | 75   | 28 | 24 | 3  | 1  | 95 | 18 | +77 | Promovare în Liga a II-a    |
| 2.  | Afumați                | 64   | 28 | 20 | 4  | 4  | 76 | 26 | +50 |                             |
| 3.  | Progresul Spartac      | 60   | 28 | 19 | 3  | 6  | 64 | 26 | +38 |                             |
| 4.  | Unirea Slobozia        | 60   | 28 | 19 | 3  | 6  | 68 | 35 | +33 |                             |
| 5.  | Popești-Leordeni       | 48   | 28 | 15 | 3  | 10 | 55 | 39 | +16 |                             |
| 6.  | CS Tunari              | 43   | 28 | 11 | 10 | 7  | 57 | 31 | +26 |                             |
| 7.  | Înainte Modelu⁠(d)      | 36   | 28 | 11 | 3  | 14 | 45 | 54 | −9  |                             |
| 8.  | CS Făurei              | 35   | 28 | 10 | 5  | 13 | 35 | 59 | −24 |                             |
| 9.  | Axiopolis Cernavodă⁠(d) | 33   | 28 | 8  | 9  | 11 | 36 | 51 | −15 |                             |
| 10. | Medgidia⁠(d)            | 32   | 28 | 9  | 5  | 14 | 33 | 60 | −27 |                             |
| 11. | FCSB II                | 30   | 28 | 9  | 3  | 16 | 52 | 61 | −9  |                             |
| 12. | Agricola Borcea        | 30   | 28 | 9  | 3  | 16 | 47 | 84 | −37 |                             |
| 13. | Sportul Chiscani⁠(d)    | 28   | 28 | 8  | 4  | 16 | 51 | 66 | −15 | Retrogradare în Liga a IV-a |
| 14. | CSM Oltenița⁠(d)        | 24   | 28 | 6  | 6  | 16 | 31 | 61 | −30 | Retrogradare în Liga a IV-a |
| 15. | Delta Tulcea           | 0    | 28 | 0  | 0  | 28 | 4  | 78 | −74 | Retrogradare în Liga a IV-a |

## Seria 3
Existau așteptări ca în această serie lupta pentru promovare să se dea între AS SR Brașov, un club-phoenix susținut de suporterii unei echipe cu tradiție, și FC U Craiova 1948, echipă patronată de Adrian Mititelu. Cu toate acestea echipa Turris-Oltul Turnu Măgurele (locul 3 în sezonul anterior) s-a detașat treptat și a câștigat seria, beneficiind de prestația slabă a brașovenilor și multiplii pași greșiți ai oltenilor.
Revelației seriei a fost nou promovata Flacăra Horezu, singura reprezentantă a județului Vâlcea în fotbalul divizionar, care la un moment dat era lideră a seriei, dar a trebuit să se mulțumească cu locul 3. AS SR Brașov a dezamagit, clasându-se pe locul 8.
Retrogradată și sezonul trecut, dar rămasă în ligă în locul altor echipe care nu s-au putut înscrie, Viitorul Domnești nu a reușit să câștige niciun meci și, cu trei puncte obținute din egaluri, s-a clasat ultima, din nou la retrogradare.

### Rezultatele meciurilor din seria 3
| Oaspeți ► Gazde ▼                          | SBV | FCU | VOL | TOL | ALX | FLH⁠(d) | AST | UBS | FIL⁠(d) | CSU⁠(d) | SPR | HER | Viitorul Domnești | FMR | ATL⁠(d) | PUC⁠(d) |
| ------------------------------------------ | --- | --- | --- | --- | --- | ------ | --- | --- | ------ | ------ | --- | --- | ----------------- | --- | ------ | ------ |
| SR Brașov                                  | —   | 1–3 | 0–0 | 0–1 | 0–0 | 2–1    | 3–0 | 1–1 | 2–0    | 2–4    | 1–2 | 2–0 | 7–0               | 1–2 | 1–2    | 1–0    |
| FCU Craiova                                | 3–0 | —   | 0–2 | 0–1 | 3–1 | 4–0    | 2–3 | 3–0 | 1–0    | 0–3    | 5–1 | 4–0 | 8–0               | 3–0 | 3–0    | 0–0    |
| Voluntari II                               | 0–3 | 0–4 | —   | 2–2 | 2–2 | 0–2    | 2–2 | 2–2 | 1–4    | 4–2    | 0–1 | 0–1 | 3–2               | 1–0 | 3–1    | 0–1    |
| Turris-Oltul                               | 0–0 | 1–1 | 3–1 | —   | 3–0 | 2–0    | 2–0 | 6–0 | 3–1    | 6–0    | 4–1 | 9–1 | 7–0               | 5–1 | 1–0    | 1–0    |
| FCM Alexandria                             | 0–1 | 1–0 | 0–1 | 2–1 | —   | 0–1    | 3–1 | 4–0 | 0–2    | 3–0    | 6–1 | 2–2 | 2–0               | 2–0 | 2–1    | 2–0    |
| Horezu⁠(d)                                  | 0–0 | 2–0 | 3–2 | 1–0 | 0–2 | —      | 1–1 | 2–1 | 1–0    | 2–0    | 0–0 | 1–1 | 4–1               | 1–1 | 3–0    | 2–0    |
| Astra II Giurgiu                           | 0–1 | 0–1 | 0–6 | 0–1 | 1–2 | 0–4    | —   | 3–0 | 3–2    | 1–1    | 0–0 | 3–3 | 4–0               | 2–0 | 2–2    | 2–1    |
| Unirea Bascov                              | 1–0 | 0–2 | 0–1 | 0–0 | 5–2 | 2–2    | 5–1 | —   | 0–0    | 0–0    | 3–0 | 6–0 | 3–1               | 2–5 | 3–0    | 0–0    |
| CSO Filiași⁠(d)                             | 2–4 | 1–2 | 0–0 | 1–4 | 2–0 | 3–2    | 1–2 | 4–3 | —      | 2–1    | 3–2 | 2–0 | 2–1               | 1–0 | 2–1    | 4–3    |
| CS U Craiova II⁠(d)                         | 2–0 | 1–1 | 1–0 | 0–3 | 3–0 | 1–1    | 0–0 | 1–1 | 2–3    | —      | 2–2 | 3–0 | 10–1              | 1–1 | 0–1    | 2–0    |
| Sporting Roșiori                           | 2–2 | 2–6 | 1–1 | 0–3 | 0–1 | 0–0    | 1–2 | 1–0 | 2–3    | 1–1    | —   | 1–3 | 1–1               | 1–0 | 1–2    | 1–1    |
| Hermannstadt II                            | 2–0 | 1–3 | 1–2 | 0–2 | 1–6 | 1–1    | 4–6 | 1–3 | 0–0    | 2–1    | 1–2 | —   | 5–0               | 1–3 | 0–3    | 1–5    |
| Viitorul Domnești                          | 2–6 | 1–3 | 0–3 | 1–7 | 0–6 | 0–1    | 0–4 | 0–5 | 0–2    | 0–0    | 1–5 | 0–0 | —                 | 0–2 | 0–8    | 1–7    |
| Moreni                                     | 2–1 | 0–2 | 2–0 | 1–1 | 2–1 | 0–1    | 1–0 | 0–2 | 1–1    | 1–4    | 2–0 | 2–0 | 3–0               | —   | 3–1    | 1–3    |
| Vedița Colonești⁠(d)                        | 0–4 | 1–1 | 1–2 | 1–5 | 2–2 | 0–3    | 0–4 | 0–2 | 3–1    | 0–2    | 0–2 | 3–2 | 4–3               | 7–2 | —      | 5–1    |
| Pucioasa⁠(d)                                | 2–2 | 2–2 | 3–0 | 1–3 | 1–1 | 0–1    | 2–0 | 3–2 | 3–1    | 1–2    | 4–2 | 3–1 | 7–0               | 3–0 | 3–0    | —      |
| Câștigă gazdele; Remiză; Câștigă oaspeții. |     |     |     |     |     |        |     |     |        |        |     |     |                   |     |        |        |

### Clasamentul seriei 3
| Loc | Echipă              | Pct. | MJ | V  | E  | Î  | GM | GP  | DG   |                             |
| --- | ------------------- | ---- | -- | -- | -- | -- | -- | --- | ---- | --------------------------- |
| 1.  | Turris-Oltul        | 74   | 30 | 23 | 5  | 2  | 87 | 16  | +71  | Promovare în Liga a II-a    |
| 2.  | FCU Craiova         | 62   | 30 | 19 | 5  | 6  | 70 | 25  | +45  |                             |
| 3.  | Horezu⁠(d)           | 57   | 30 | 16 | 9  | 5  | 43 | 24  | +19  |                             |
| 4.  | FCM Alexandria      | 50   | 30 | 15 | 5  | 10 | 55 | 36  | +19  |                             |
| 5.  | CSO Filiași⁠(d)      | 49   | 30 | 15 | 4  | 11 | 50 | 47  | +3   |                             |
| 6.  | Pucioasa⁠(d)         | 45   | 30 | 13 | 6  | 11 | 60 | 40  | +20  |                             |
| 7.  | CS U Craiova II⁠(d)  | 43   | 30 | 11 | 10 | 9  | 50 | 39  | +11  |                             |
| 8.  | SR Brașov           | 43   | 30 | 12 | 7  | 11 | 48 | 34  | +14  |                             |
| 9.  | Unirea Bascov       | 41   | 30 | 11 | 8  | 11 | 52 | 45  | +7   |                             |
| 10. | Voluntari II        | 40   | 30 | 11 | 7  | 12 | 41 | 44  | −3   |                             |
| 11. | Moreni              | 40   | 30 | 12 | 4  | 14 | 38 | 48  | −10  |                             |
| 12. | Astra II Giurgiu    | 40   | 30 | 11 | 7  | 12 | 47 | 51  | −4   |                             |
| 13. | Vedița Colonești⁠(d) | 33   | 30 | 10 | 3  | 17 | 49 | 63  | −14  | Retrogradare în Liga a IV-a |
| 14. | Sporting Roșiori    | 30   | 30 | 7  | 9  | 14 | 36 | 58  | −22  | Retrogradare în Liga a IV-a |
| 15. | Hermannstadt II     | 21   | 30 | 5  | 6  | 19 | 35 | 78  | −43  | Retrogradare în Liga a IV-a |
| 16. | Viitorul Domnești   | 3    | 30 | 0  | 3  | 27 | 16 | 129 | −113 | Retrogradare în Liga a IV-a |

## Seria 4
Fără echipe retrogradate din liga superioară, seria a avut-o ca favorită pe CSM Școlar Reșița, locul 2 în sezonul precedent, și care a reușit în cele din urmă promovarea, deși după o luptă foarte grea, în care la un moment dat cinci echipe erau la distanță de două puncte pe primele locuri. Dintre ele, Șoimii Lipova a confirmat creșterea calitativă de la an la an luptând până spre final. Multe echipe au fost revelații ale seriei: nou-promovata ACS Dumbrăvița (locul 3), altă nou-promovată, Crișul Chișineu-Criș, și Gloria Lunca Teuz Cermei, echipă din județul Arad care a fost și lideră pentru o etapă, deși în sezonul anterior evitase cu greu retrogradarea.
CSM Lugoj, lipsită de aportul antrenorului Petruescu, mutat la ASU Politehnica Timișoara în liga a II-a, a dezamăgit și a retrogradat. Unirea Alba Iulia, o echipă cu istorie și suporteri, a evitat cu greu retrogradarea, ceea ce Cetate Deva nu a reușit.

### Rezultatele meciurilor din seria 4
| Oaspeți ► Gazde ▼                          | OMS | Șoimii Lipova | DUM | IGL⁠(d) | GLT⁠(d) | CRS⁠(d) | LGJ | HND | MGR⁠(d) | UNI | CGR | SCR | AVR⁠(d) | GHI | NSB⁠(d) | CDV |
| ------------------------------------------ | --- | ------------- | --- | ------ | ------ | ------ | --- | --- | ------ | --- | --- | --- | ------ | --- | ------ | --- |
| CS Ocna Mureș                              | —   | 1–5           | 2–3 | 0–5    | 1–3    | 0–4    | 1–0 | 1–2 | 0–1    | 1–3 | 2–3 | 0–5 | 1–3    | 1–5 | 1–1    | 0–2 |
| Șoimii Lipova                              | 4–3 | —             | 7–2 | 4–2    | 4–2    | 1–0    | 1–0 | 4–1 | 4–1    | 1–1 | 1–0 | 0–2 | 1–2    | 1–0 | 3–1    | 4–0 |
| Dumbrăvița                                 | 7–1 | 2–1           | —   | 2–1    | 2–0    | 2–1    | 3–3 | 1–3 | 4–2    | 2–1 | 2–0 | 1–2 | 5–0    | 4–2 | 1–0    | 2–0 |
| Industria Galda⁠(d)                         | 4–1 | 0–3           | 1–2 | —      | 1–2    | 1–1    | 5–1 | 0–2 | 2–0    | 2–1 | 1–3 | 1–0 | 0–1    | 3–0 | 1–2    | 1–0 |
| Gloria LT Cermei⁠(d)                        | 1–0 | 5–1           | 0–1 | 0–3    | —      | 2–1    | 3–1 | 3–1 | 5–2    | 2–2 | 1–1 | 2–1 | 3–0    | 2–1 | 3–1    | 2–0 |
| Crișul Chișineu Criș⁠(d)                    | 5–0 | 0–0           | 1–1 | 1–0    | 2–1    | —      | 4–2 | 1–2 | 2–1    | 1–1 | 2–2 | 1–2 | 3–1    | 1–0 | 4–0    | 2–1 |
| Vulturii Lugoj                             | 1–1 | 2–2           | 1–2 | 2–5    | 0–4    | 0–1    | —   | 2–1 | 4–3    | 1–1 | 1–2 | 0–0 | 0–1    | 0–2 | 0–0    | 1–2 |
| Corvinul                                   | 0–2 | 3–2           | 2–1 | 0–1    | 1–2    | 1–1    | 5–1 | —   | 2–0    | 3–0 | 3–3 | 2–1 | 3–0    | 2–3 | 2–5    | 1–1 |
| Millenium Giarmata⁠(d)                      | 4–1 | 2–3           | 1–1 | 1–3    | 1–2    | 1–5    | 4–0 | 1–1 | —      | 1–4 | 2–3 | 2–1 | 2–1    | 3–2 | 3–3    | 1–0 |
| Unirea Alba Iulia                          | 2–0 | 0–1           | 1–3 | 2–0    | 2–1    | 1–1    | 3–1 | 2–0 | 1–1    | —   | 0–0 | 0–3 | 1–1    | 2–2 | 2–2    | 1–0 |
| Metalurgistul Cugir                        | 2–0 | 1–1           | 2–1 | 2–1    | 2–3    | 1–1    | 3–0 | 3–1 | 3–1    | 2–0 | —   | 2–2 | 3–0    | 4–2 | 2–2    | 2–3 |
| Școlar Reșița                              | 2–0 | 2–0           | 2–0 | 3–1    | 5–1    | 2–2    | 3–1 | 3–1 | 2–1    | 4–1 | 2–0 | —   | 0–0    | 4–3 | 0–0    | 3–1 |
| FC Avrig⁠(d)                                | 5–2 | 1–3           | 0–1 | 3–2    | 2–0    | 2–1    | 3–0 | 1–0 | 2–2    | 0–1 | 1–3 | 0–1 | —      | 1–0 | 0–1    | 4–2 |
| Ghiroda/Giarmata Vii                       | 2–2 | 1–3           | 4–1 | 2–0    | 4–0    | 1–5    | 4–2 | 2–2 | 2–0    | 3–1 | 6–1 | 0–1 | 0–2    | —   | 0–1    | 2–0 |
| Național Sebiș⁠(d)                          | 2–1 | 3–3           | 1–1 | 1–2    | 4–1    | 1–1    | 5–1 | 3–3 | 1–0    | 3–0 | 2–1 | 2–1 | 0–0    | 3–1 | —      | 5–2 |
| CNS Cetate Deva                            | 2–2 | 2–2           | 1–0 | 1–1    | 1–0    | 1–0    | 3–1 | 1–3 | 0–1    | 0–0 | 2–3 | 2–1 | 2–1    | 0–1 | 4–2    | —   |
| Câștigă gazdele; Remiză; Câștigă oaspeții. |     |               |     |        |        |        |     |     |        |     |     |     |        |     |        |     |

### Clasamentul seriei 4
| Loc | Echipă                  | Pct. | MJ | V  | E  | Î  | GM | GP | DG  |                             |
| --- | ----------------------- | ---- | -- | -- | -- | -- | -- | -- | --- | --------------------------- |
| 1.  | Școlar Reșița           | 62   | 30 | 19 | 5  | 6  | 60 | 27 | +33 | Promovare în Liga a II-a    |
| 2.  | Șoimii Lipova           | 60   | 30 | 18 | 6  | 6  | 70 | 42 | +28 |                             |
| 3.  | Dumbrăvița              | 58   | 30 | 18 | 4  | 8  | 60 | 43 | +17 |                             |
| 4.  | Gloria LT Cermei⁠(d)     | 53   | 30 | 17 | 2  | 11 | 56 | 48 | +8  |                             |
| 5.  | Metalurgistul Cugir     | 53   | 30 | 15 | 8  | 7  | 59 | 46 | +13 |                             |
| 6.  | Național Sebiș⁠(d)       | 50   | 30 | 13 | 11 | 6  | 57 | 44 | +13 |                             |
| 7.  | Crișul Chișineu Criș⁠(d) | 49   | 30 | 13 | 10 | 7  | 55 | 31 | +24 |                             |
| 8.  | FC Avrig⁠(d)             | 43   | 30 | 13 | 4  | 13 | 38 | 43 | −5  |                             |
| 9.  | Corvinul                | 42   | 30 | 12 | 6  | 12 | 53 | 51 | +2  |                             |
| 10. | Industria Galda⁠(d)      | 41   | 30 | 13 | 2  | 15 | 50 | 43 | +7  |                             |
| 11. | Ghiroda/Giarmata Vii    | 39   | 30 | 12 | 3  | 15 | 57 | 52 | +5  |                             |
| 12. | Unirea Alba Iulia       | 38   | 30 | 9  | 11 | 10 | 37 | 42 | −5  |                             |
| 13. | CNS Cetate Deva         | 35   | 30 | 10 | 5  | 15 | 36 | 49 | −13 | Retrogradare în Liga a IV-a |
| 14. | Millenium Giarmata⁠(d)   | 29   | 30 | 8  | 5  | 17 | 45 | 64 | −19 | Retrogradare în Liga a IV-a |
| 15. | Vulturii Lugoj          | 12   | 30 | 2  | 6  | 22 | 29 | 77 | −48 | Retrogradare în Liga a IV-a |
| 16. | CS Ocna Mureș           | 10   | 30 | 2  | 4  | 24 | 28 | 88 | −60 | Retrogradare în Liga a IV-a |

## Seria 5
Locul 2 în sezonul anterior în seria 1, FK Csíkszereda, cu o academie de juniori finanțată generos de guvernul Ungariei, era favorită a seriei. Ea a avut și un parcurs de excepție în Cupa României, ajungând în sferturile de finală după ce a eliminat echipe de ligi superioare, ca ACS Energeticianul, Aerostar Bacău și, cel mai notoriu, FC Dinamo București. Meciurile de cupă au debusolat însă echipa în campionat, în preajma meciurilor de cupă ea suferind înfrângeri surprinzătoare cu echipe ca Avântul Reghin sau MSE Târgu Mureș. Ca urmare, cea mai mare parte a campionatului, seria a fost dominată de Fotbal Comuna Recea, o echipă dintr-o suburbie a Băii Mari, cu o prestație care a depășit net chiar echipa din metropolă, Minaur Baia Mare. În cele din urmă, după eliminarea din cupă, Csíkszereda s-a concentrat pe campionat și și-a prins din urmă rivala. După ce a învins-o în meciul direct și apoi a depășit-o după ce echipa din Recea a pierdut două puncte pe teren propriu în egalul 4–4 cu AFC Hărman după ce condusese la pauză cu 4–0, promovarea a fost aproape tranșată după ce Fotbal Comuna Recea a fost penalizată cu forfait al unui meci de la începutul returului, în care a folosit fără să știe un jucător suspendat. Pe final, ambele echipe au mai pierdut puncte, dar promovarea fusese deja jucată.
Echipa secundă a campioanei CFR Cluj a beneficiat de aportul mai multor tineri jucători ai primei divizionare, inclusiv Claudiu Petrila. Cu toate acestea, clubul intenționa la începutul campionatului să desființeze echipa, iar spre final a pierdut prin forfait un meci deoarece nu a avut ambulanță cu medic la meci. CFR II Cluj s-a clasat totuși a opta într-o serie în care echipele din a doua jumătate a clasamentului nu au pus multe probleme. O altă echipă secundă a unei prime divizionare, Gaz Metan Mediaș II, a avut dificultăți și a retrogradat; într-unul din meciuri, ea nici nu a putut alinia decât 7 jucători, iar după ce unul a fost declarat accidentat, meciul s-a încheiat prin forfait.

### Rezultatele meciurilor din seria 5
| Oaspeți ► Gazde ▼                          | OCR⁠(d) | ARG | SAN | SAT | MSE  | UNU | MBM | UDJ | ODO | IER⁠(d) | CFR | FCR | GAZ | HAR⁠(d) | Unirea Tășnad | CSI |
| ------------------------------------------ | ------ | --- | --- | --- | ---- | --- | --- | --- | --- | ------ | --- | --- | --- | ------ | ------------- | --- |
| Cetatea Râșnov⁠(d)                          | —      | 1–0 | 1–1 | 2–1 | 4–1  | 1–0 | 1–0 | 0–1 | 0–1 | 3–0    | 1–0 | 0–2 | 3–0 | 2–1    | 5–2           | 0–4 |
| Avântul Reghin                             | 0–1    | —   | 1–0 | 2–0 | 3–1  | 1–2 | 0–2 | 1–0 | 2–0 | 3–0    | 1–1 | 1–0 | 3–2 | 2–1    | 0–0           | 1–0 |
| Sănătatea Cluj                             | 1–0    | 1–0 | —   | 2–1 | 3–0  | 3–1 | 0–1 | 3–1 | 2–2 | 1–0    | 3–2 | 0–0 | 4–1 | 4–0    | 2–0           | 2–3 |
| Arieșul Turda                              | 0–0    | 2–2 | 2–0 | —   | 3–1  | 1–1 | 2–2 | 2–0 | 1–0 | 4–4    | 1–0 | 1–1 | 1–0 | 1–1    | 1–1           | 0–2 |
| MSE Târgu Mureș                            | 0–2    | 0–5 | 2–3 | 0–5 | —    | 1–1 | 0–0 | 1–1 | 0–2 | 1–0    | 2–1 | 1–2 | 0–4 | 2–1    | 0–3           | 0–0 |
| 1. FC Gloria Bistrița                      | 0–1    | 1–1 | 2–1 | 1–2 | 7–1  | —   | 1–0 | 3–1 | 1–1 | 5–3    | 1–4 | 3–0 | 4–1 | 0–0    | 1–3           | 0–3 |
| Minaur Baia Mare                           | 0–0    | 1–0 | 2–1 | 1–4 | 2–0  | 1–1 | —   | 3–1 | 2–1 | 5–0    | 1–1 | 1–0 | 2–0 | 1–0    | 4–0           | 1–1 |
| Unirea Dej                                 | 0–1    | 1–1 | 3–1 | 1–4 | 5–1  | 0–1 | 1–0 | —   | 3–3 | 5–0    | 0–0 | 0–1 | 1–1 | 0–0    | 3–2           | 2–2 |
| Odorheiu Secuiesc                          | 0–1    | 1–3 | 0–0 | 1–2 | 0–1  | 4–0 | 0–3 | 3–2 | —   | 3–1    | 2–1 | 0–4 | 4–0 | 0–1    | 2–0           | 0–1 |
| CS Iernut⁠(d)                               | 1–3    | 1–4 | 1–5 | 0–1 | 2–4  | 1–3 | 0–5 | 1–0 | 0–3 | —      | 1–6 | 0–6 | 1–3 | 3–2    | 6–2           | 1–5 |
| CFR II Cluj                                | 2–0    | 2–2 | 1–0 | 0–3 | 3–1  | 2–1 | 1–1 | 0–3 | 1–1 | 5–3    | —   | 7–3 | 5–1 | 2–1    | 6–1           | 1–2 |
| FC Recea                                   | 4–0    | 2–1 | 1–3 | 2–1 | 10–0 | 3–1 | 4–0 | 2–0 | 0–3 | 7–0    | 3–1 | —   | 3–0 | 4–4    | 4–2           | 2–4 |
| Gaz Metan II                               | 2–5    | 1–3 | 1–3 | 2–0 | 2–4  | 0–0 | 0–2 | 0–2 | 1–3 | 3–3    | 1–2 | 0–2 | —   | 0–1    | 0–3           | 0–8 |
| AFC Hărman⁠(d)                              | 2–0    | 1–1 | 0–1 | 3–1 | 3–0  | 1–2 | 1–1 | 2–2 | 2–0 | 4–0    | 1–3 | 0–3 | 3–0 | —      | 2–3           | 0–2 |
| Unirea Tășnad                              | 1–1    | 1–2 | 2–2 | 2–3 | 4–1  | 1–2 | 1–1 | 1–2 | 2–0 | 6–1    | 2–2 | 0–7 | 1–0 | 1–2    | —             | 0–2 |
| Csíkszereda                                | 3–0    | 5–0 | 1–0 | 1–0 | 5–0  | 2–0 | 0–1 | 1–1 | 3–1 | 7–0    | 3–0 | 0–3 | 5–0 | 2–2    | 3–0           | —   |
| Câștigă gazdele; Remiză; Câștigă oaspeții. |        |     |     |     |      |     |     |     |     |        |     |     |     |        |               |     |

### Clasamentul seriei 5
| Loc | Echipă                | Pct. | MJ | V  | E | Î  | GM | GP  | DG  |                             |
| --- | --------------------- | ---- | -- | -- | - | -- | -- | --- | --- | --------------------------- |
| 1.  | Csíkszereda           | 71   | 30 | 22 | 5 | 3  | 80 | 18  | +62 | Promovare în Liga a II-a    |
| 2.  | FC Recea              | 63   | 30 | 20 | 3 | 7  | 85 | 34  | +51 |                             |
| 3.  | Minaur Baia Mare      | 57   | 30 | 16 | 9 | 5  | 46 | 22  | +24 |                             |
| 4.  | Cetatea Râșnov⁠(d)     | 55   | 30 | 17 | 4 | 9  | 39 | 30  | +9  |                             |
| 5.  | Sănătatea Cluj        | 53   | 30 | 16 | 5 | 9  | 52 | 32  | +20 |                             |
| 6.  | Avântul Reghin        | 52   | 30 | 15 | 7 | 8  | 46 | 31  | +15 |                             |
| 7.  | Arieșul Turda         | 50   | 30 | 14 | 8 | 8  | 50 | 35  | +15 |                             |
| 8.  | CFR II Cluj           | 46   | 30 | 13 | 7 | 10 | 62 | 46  | +16 |                             |
| 9.  | 1. FC Gloria Bistrița | 43   | 30 | 12 | 7 | 11 | 46 | 44  | +2  |                             |
| 10. | Odorheiu Secuiesc     | 38   | 30 | 11 | 5 | 14 | 41 | 40  | +1  |                             |
| 11. | Unirea Dej            | 36   | 30 | 9  | 9 | 12 | 42 | 41  | +1  |                             |
| 12. | AFC Hărman⁠(d)         | 35   | 30 | 9  | 8 | 13 | 42 | 43  | −1  |                             |
| 13. | Unirea Tășnad         | 30   | 30 | 8  | 6 | 16 | 47 | 67  | −20 | Retrogradare în Liga a IV-a |
| 14. | MSE Târgu Mureș       | 22   | 30 | 6  | 4 | 20 | 26 | 86  | −60 | Retrogradare în Liga a IV-a |
| 15. | Gaz Metan II          | 12   | 30 | 3  | 3 | 24 | 26 | 81  | −55 | Retrogradare în Liga a IV-a |
| 16. | CS Iernut⁠(d)          | 11   | 30 | 3  | 2 | 25 | 34 | 114 | −80 | Retrogradare în Liga a IV-a |

## Retrogradarea de pe locul 12
La sfârșitul campionatului, s-a alcătuit un clasament special între echipele de pe locul 12 din fiecare serie. Cea de pe ultimul loc al acestui clasament retrogradează și ea în Liga a IV-a. În acest clasament, punctajul acordat acestor echipe este doar cel din meciurile contra echipelor aflate pe primele 11 locuri din seria lor.
| Poz | Echipa              | MJ | V | E | Î  | GM | GP | G   | Pct | Calificare sau retrogradare |
| --- | ------------------- | -- | - | - | -- | -- | -- | --- | --- | --------------------------- |
| 1   | Astra II Giurgiu    | 22 | 6 | 4 | 12 | 22 | 41 | −19 | 22  |                             |
| 2   | AFC Hărman⁠(d)       | 22 | 4 | 8 | 10 | 24 | 34 | −10 | 20  |                             |
| 3   | Unirea Alba Iulia   | 22 | 4 | 8 | 10 | 22 | 37 | −15 | 20  |                             |
| 4   | Botoșani II         | 22 | 5 | 3 | 14 | 17 | 41 | −24 | 18  |                             |
| 5   | Agricola Borcea (R) | 22 | 5 | 3 | 14 | 33 | 74 | −41 | 18  | Retrogradare în Liga a IV-a |

Ultima actualizare: 27 mai 2019
Sursa: ProSport ro
Reguli de clasare: 
1. puncte; 2. golaveraj; 3. goluri marcate.
POZ = Poziția în clasament; (C) = Campioană; (R) = Retrogradată; (P) = Promovată; (E) = Eliminată; (O) = Câștigătoare de play-off; (A) = Avansează în runda următoare. 
Aplicabil doar când sezonul nu este terminat: 
(Q) = Calificare în faza competiției indicată; (TQ) = Calificare în competiție, dar încă nu în faza indicată; (RQ) = Calificată în competiția de retrogradare indicată; (DQ) = Descalificată din competiție.